# 黑勒
黑勒是德国下萨克森州的一个市镇。总面积15.28平方公里，总人口1155人，其中男性577人，女性578人（2011年12月31日），人口密度76人/平方公里。